# Puebla de Valverde
Puebla de Valverde är en kommun i Spanien.   Den ligger i provinsen Provincia de Teruel och regionen Aragonien, i den östra delen av landet, 230 km öster om huvudstaden Madrid. Antalet invånare är 550.